# InVisions
inVisions is een metalband uit York die vooral in de metalcore actief is. De muziek is gekenmerkt met veel en harde breakdowns.

## Geschiedenis
inVisions startte begin 2016 na het uiteenvallen van eerdere bandjes. Inspiratie voor de muziek is afkomstig uit rap en hiphop, maar ook klassieke metalmuziek.
Het debuutalbum werd uitgebracht in eigen beheer, en is een typisch metalcore-album. Het werd ontvangen als een middelmatig album. Het tweede album Between You & Me werd gezien als grote stap vooruit met betere muziek en teksten. Het album kwam uit op 8 februari 2019 op het platenlabel Stay Stick Records en bevat 12 nummers.

## Discografie
- Never Nothing (2017, uitgave in eigen beheer)
- Between You & Me (2019)
- Deadlock (2022)

### Singles
- "Purge" (2017)
- "Parasite" (2018)
- "Gold Blooded" (2020)

## Bandleden
- Ben Ville - Zang
- Alex Scott - gitaren
- Lucas Gabb - gitaren
- Josh Hard - drums